# Granularität (Kredit)
Unter Granularität (lateinisch „granum“, übersetzt etwa mit „Körnigkeit“) versteht man im Bankwesen die mehr oder weniger große Streuung des Kreditrisikos nach der Kredithöhe. Komplementärbegriff ist das Klumpenrisiko (Konzentrationsrisiko), ein unsystematisches Risiko, das das Kreditrisiko nach Kreditnehmern, Fremdwährungen, Ratingklassen, Branchen und Regionen differenziert. Die Granularität misst lediglich nach Größenklassen.

## Allgemeines
Alle natürlichen Personen und Unternehmen, also nicht nur Kreditinstitute, müssen den Grundsatz der Risikostreuung beachten. Die Risikostreuung zielt allgemein darauf ab, Geldanlage- oder Vermögensrisiken möglichst zu diversifizieren, also den Gesamtbetrag auf verschiedene Betragshöhen, Laufzeiten, Formen, Fremdwährungen  und Schuldner zu verteilen. Auf diese Weise werden überhöhte Einzelrisiken vermieden. So dürfen Investmentgesellschaften und Kapitalanlagegesellschaften Mittel nur nach dem Grundsatz der Risikomischung anlegen (so u. a. § 110, § 214, § 243 KAGB).
Für die Messung der Risikostreuung gibt es im Bankwesen die Granularität und das ergänzende Klumpenrisiko. Beide stehen im Zusammenhang mit den statistischen Begriffen der Häufigkeitsverteilung und Wahrscheinlichkeitsverteilung. Betrachtet wird nicht der einzelne Kredit eines Kreditinstituts, sondern das gesamte Kreditportfolio, zu dem er gehört. Beide untersuchen die Zusammensetzung dieses Kreditportfolios. Ergeben sich in einem Kreditportfolio Häufungen bestimmter Risiken, liegt ein Klumpen- oder Granularitätsrisiko vor, die eine Bank in ihrer Existenz bedrohen können. Fallen nämlich innerhalb eines kurzen Zeitraums mehrere Kreditnehmer durch Insolvenz aus, so sind diese Kredite abzuschreiben, was zu einer Gewinnminderung oder Verlusterhöhung führt und damit das Eigenkapital einer Bank gefährden kann.
Die Banken versuchen im Rahmen des Granularitätsprinzips, die Verteilung ihres Kreditportfolios auf ihre Kreditnehmer breit zu streuen. Eine Granularität zwischen 2 und 5 % des haftenden Eigenkapitals gilt als optimal, so dass auf einen Kreditnehmer maximal 2–5 % des haftenden Eigenkapitals eines Kreditinstituts entfallen. Wird ein einzelner Kreditnehmer zahlungsunfähig, so ist aufgrund dieser Granularität keine große Auswirkung auf das Eigenkapital eines Kreditinstituts zu erwarten.

## Ausfallwahrscheinlichkeiten
Zu fragen ist jenseits des Zufalls, warum innerhalb eines kurzen Zeitraums mehrere Kreditnehmer bei einer Bank ausfallen können. Hier sind bankbetrieblich zwei Gründe zu nennen, und zwar einerseits das systematische (allgemeine) Kreditrisiko als Wertveränderung eines Kreditportfolios infolge veränderter konjunktureller Rahmenbedingungen, verifiziert durch ökonomische Fundamentaldaten (etwa Zinsniveau, Arbeitslosigkeit, Absatzkrise, Rezession). Andererseits hat ein unsystematisches (spezielles oder idiosynkratisches) Kreditrisiko beim einzelnen Kreditnehmer eintretende bonitätsbedingte Veränderungen (Schuldner- oder Emittentenbonität) zur Ursache. Während das systematische Risiko von der Korrelation der Einzelrisiken untereinander abhängig ist, hängt das unsystematische Risiko von der Granularität ab. Damit verbessert sich die Granularität durch Verringerung des unsystematischen Risikos und umgekehrt. Das systematische Kreditrisiko hingegen lässt sich auch bei optimaler Risikodiversifikation nicht ausschalten.

## Kriterien und Erscheinungsformen der Granularität
Die Granularität hängt mit der Größenstruktur der Kredite zusammen, also dem Verhältnis von Klein- und Großkrediten innerhalb eines gesamten Kreditportfolios. Eine geringe Granularität ist bei wenigen Großkrediten und Millionenkrediten vorhanden, wenn deren prozentualer Anteil am gesamten Kreditportfolio einer Bank hoch ist und umgekehrt. Das Kreditwesengesetz (KWG) und die Kapitaladäquanzverordnung (englische Abkürzung CRR) haben beide von der Kredithöhe abhängenden Kreditarten als granulares Risiko identifiziert und einer Obergrenze bzw. Meldepflicht unterworfen. Die Großkredit- und Millionenkreditvorschriften legen Kreditnehmer, Kredithöhe und Anzahl der Groß- und Millionenkredite offen. Stochastische Abhängigkeiten zwischen den hiervon betroffenen Kreditnehmern werden durch bankinterne Kreditnehmerzusammenfassungen erreicht.
Erscheinungsformen der Granularität sind der Großkredit und Millionenkredit sowie auf Seite der Kreditnehmer die Kreditnehmereinheit und die Gruppe verbundener Kunden. Bilden zwei oder mehrere Kreditnehmer insofern eine Einheit, als einer von ihnen über eine direkte oder indirekte Kontrolle über den anderen verfügt oder bestehen zwischen diesen Kreditnehmern Abhängigkeiten, die es wahrscheinlich erscheinen lassen, dass bei finanziellen Schwierigkeiten eines dieser Kunden auch andere Kunden in Finanzierungs- oder Rückzahlungsschwierigkeiten geraten, ist bankintern eine Gruppe verbundener Kunden zu bilden (Art. 4 Abs. 1 CRR). Durch diese Zusammenfassung von bisher als Einzelrisiko gesehenen Krediten ergeben sich aus der Addition der Einzelrisiken höhere Kreditbeträge, die die Granularität verschlechtern.

## Korrelationen
Diese stochastischen Abhängigkeiten spielen bei der Granularität eine wesentliche Rolle. Granularität ist nicht die Summe aller Einzelrisiken, sondern das Gesamtrisiko aus der spezifischen Interaktion der Einzelkredite untereinander. Diese Wechselwirkung der Einzelrisiken untereinander wird mit der statistischen Größe der Korrelation gemessen. Ausfallkorrelationen werden nach dem Grad der echten wirtschaftlichen Abhängigkeit bestimmt. Die Korrelation beschreibt einen linearen Zusammenhang zwischen den Ausfallraten von zwei oder mehr Kreditnehmern. Besteht eine positive Korrelation, so weichen die Ausfallraten der Kreditnehmer in gleicher Weise von ihrem erwarteten Wert ab, bei negativer Korrelation verhalten sich die Ausfallraten entgegengesetzt. Bei hinreichend hoher positiver Korrelation verschlechtert sich die Granularität. Je größer die Korrelation (> 0) ist, desto ungünstiger ist die Granularität und umgekehrt.
Nach Art. 291 Abs. 1a CRR entsteht entsprechend ein „allgemeines Korrelationsrisiko“, wenn eine positive Korrelation zwischen der Ausfallwahrscheinlichkeit von Kreditnehmern („Gegenparteien“) und allgemeinen Marktrisikofaktoren besteht. Das „spezielle Korrelationsrisiko“ entsteht, wenn aufgrund der Art der Geschäfte mit einer Gegenpartei die Ausfallwahrscheinlichkeit der Gegenpartei positiv mit dem künftigen Wiederbeschaffungswert aus den Geschäften mit dieser bestehenden Gegenpartei korreliert (Art. 291 Abs. 1b CRR).
Ähnliche oder identische positive Korrelationswerte führen zur kumulativen Häufung von Risiken. Typische hohe positive Korrelation weisen die Mitglieder von Konzernen, die Kreditnehmereinheit (§ 19 Abs. 2 Satz 1-5 KWG) und die Gruppe verbundener Kunden (Art. 4 Abs. 1 Nr. 39b CRR) auf. Alle haben gemeinsam, dass mehrere Kreditnehmer entweder rechtlich (Konzern) oder wirtschaftlich (Kreditnehmereinheit und Gruppe verbundener Kunden) miteinander verbunden sind. Treten finanzielle Schwierigkeiten bei einem Kreditnehmer dieser Gruppen auf, so ist eine hohe Wahrscheinlichkeit vorhanden, dass auch andere Kreditnehmer aus demselben Konzern, derselben Kreditnehmereinheit und derselben Gruppe verbundener Kunden in Finanzierungs- oder Rückzahlungsschwierigkeiten geraten. Einseitige Abhängigkeiten reichen bei der Bildung von Risikogruppen aus. „Abhängigkeit“ bedeutet in diesem Zusammenhang, dass sich eine Finanzierungsquelle nicht ohne weiteres ersetzen lässt und dass die Kreditnehmer in diesem Fall ihre finanzielle Abhängigkeit von dem betreffenden Unternehmen auch nicht durch die Inkaufnahme konkreter Nachteile oder höherer Kosten überwinden können. Die wirtschaftliche Abhängigkeit ist ein idiosynkratisches Risiko, das ein zusätzliches Risiko zum sektoralen und geografischen Risiko darstellt. Ein idiosynkratisches Risiko liegt vor, wenn sich in einem bilateralen Verhältnis die finanziellen Schwierigkeiten eines Unternehmens durch dieses Verhältnis auf ein anderes Unternehmen übertragen, das sonst nicht davon betroffen wäre. Dabei ist die Gruppe verbundener Kunden je nach Zusammenhang als Kreditnehmereinheit oder als Risikoeinheit zu verstehen.

## Zusammenfassung aufgrund Risikoverbundenheit
Nach Art. 4 Abs. 1 Nr. 39b CRR ist eine Gruppe verbundener Kunden („Risikogruppe“) zu bilden, wenn wirtschaftliche Schwierigkeiten des einen Unternehmens zu wirtschaftlichen Schwierigkeiten eines anderen Unternehmens führen (so genannter „Contagion-Effekt“). Zum Umfang der Risikogruppe bestehen insbesondere Vorschriften in den Guidelines on the implementation of the revised large exposures regime, die 2009 von der CEBS (mittlerweile in der Europäischen Bankenaufsichtsbehörde aufgegangen) veröffentlicht wurden. Diese Vorschriften wurden in Deutschland im BaFin-Rundschreiben 8/2011 übernommen und in Österreich in der Richtlinie zur Großkreditevidenzmeldung vom September 2011. Nach letzterer wird in der Regel eine Risikogruppe vermutet, wenn jemand Lieferungen oder Leistungen an ein anderes Unternehmen erbringt oder von diesem bezieht, die 30 % der eigenen Gesamtleistung übersteigen oder Forderungen oder Verbindlichkeiten gegenüber dem anderen Unternehmen hat, die 20 % der eigenen Bilanzsumme übersteigen oder Verlustabdeckungszusagen, Haftungen, Garantien, Patronatserklärungen oder ähnliche Beistandserklärungen gegenüber dem anderen Unternehmen in der Höhe von mehr als 30 % des eigenen Eigenkapitals abgegeben hat.

## Ermittlung
Die unterlegungspflichtigen risikogewichteten Aktiva werden in einem ersten Schritt ermittelt und in einer zweiten Stufe zu Clustern nach Ausfallkredithöhe (EaD) und Ausfallwahrscheinlichkeit (PD) zusammengeführt. Bei der Zuordnung (englisch mapping) im dritten Schritt wird ein hypothetisches homogenes Portfolio gegenübergestellt, um im letzten Schritt durch Anpassung (englisch adjustment) die Granularität zu ermitteln. Hierdurch kann es zu unterschiedlichen Unterlegungsforderungen der Bankenaufsicht kommen. Nach Art. 284 Abs. 11 CRR tragen Alpha-Schätzungen nach Art. 284 Abs. 9 CRR des Instituts der Granularität von Kreditportfolios Rechnung. Eine hohe Granularität führt zu einer Kapitalentlastung und umgekehrt. Damit sollen die Banken aufsichtsrechtlich gezwungen werden, für eine breitere Kreditrisikostreuung zu sorgen.
Das Ausmaß der Unterlegung von Risiken durch Eigenkapital wird durch den Granularitätsfaktor gemessen. Dieser ist eine betriebswirtschaftliche Kennzahl, die Risikokonzentrationen in einzelnen Ratingklassen ermittelt.

## Verbesserung der Granularität
Der theoretisch günstigste Grenzfall „unendlicher Granularität“ (konzentrationsfreies Kreditportfolio) ergibt sich, wenn die Portfoliogewichte der Ratingklassen konstant gehalten werden und zugleich in jeder Ratingklasse eine fiktive, unendliche Anzahl von Kreditnehmern unterstellt wird. Die Annahme einer unendlichen Granularität führt dazu, dass unsystematische Risiken vollständig durch Diversifikation beseitigt wurden. Die Risikodiversifikation muss zum Ziel haben, das Kreditvolumen eines Portfolios insgesamt auf möglichst viele kleinere Kredite zu verteilen und gegenseitige Abhängigkeiten einzelner Kreditnehmer zu vermeiden.
Instrumente hierfür sind
- antizipativ: ein angemessenes Risikomanagement sorgt für selektive Kreditpolitik, hohe Bonitätsanforderungen, Hereinnahme von Kreditsicherheiten, Bildung von Konsortien, vorausschauende Bilanzanalyse;
- reaktiv: Kredithandel, Abschluss von risikomindernden Derivaten (Kreditderivate, insbesondere Credit Default Swaps als Sicherheitennehmer), Kreditkündigung (bei Vorliegen eines Kündigungsgrundes etwa mit Hilfe der Material-Adverse-Change-Klausel).